# 北緯12度線
北緯12度線（ほくい12どせん）は、地球の赤道面より北に地理緯度にして12度の角度を成す緯線。アフリカ、インド洋、南アジア、東南アジア、太平洋、中央アメリカ、大西洋を通過する。
この緯度の下では、夏至点時の可照時間は12時間50分で、冬至点時は11時間25分である。

## 通過する地域一覧
北緯12度線は、本初子午線から東に向かって以下の場所を通っている。
| 地理座標                                               | 国土・領土・領海 | 備考 |
| ------------------------------------------------------ | ---------------- | --- |
| 北緯12度0分 東経0度0分 / 北緯12.000度 東経0.000度      | ブルキナファソ   | |
| 北緯12度0分 東経2度19分 / 北緯12.000度 東経2.317度     | ニジェール       | 約15km |
| 北緯12度0分 東経2度28分 / 北緯12.000度 東経2.467度     | ベナン           | |
| 北緯12度0分 東経3度15分 / 北緯12.000度 東経3.250度     | ニジェール       | |
| 北緯12度0分 東経3度40分 / 北緯12.000度 東経3.667度     | ナイジェリア     | |
| 北緯12度0分 東経14度38分 / 北緯12.000度 東経14.633度   | カメルーン       | |
| 北緯12度0分 東経15度5分 / 北緯12.000度 東経15.083度    | チャド           | ンジャメナの南を通過 |
| 北緯12度0分 東経22度37分 / 北緯12.000度 東経22.617度   | スーダン         | |
| 北緯11度0分 東経32度45分 / 北緯11.000度 東経32.750度   | 南スーダン       | |
| 北緯11度0分 東経33度13分 / 北緯11.000度 東経33.217度   | スーダン         | |
| 北緯12度0分 東経35度18分 / 北緯12.000度 東経35.300度   | エチオピア       | タナ湖を通過 |
| 北緯12度0分 東経42度5分 / 北緯12.000度 東経42.083度    | ジブチ           | |
| 北緯12度0分 東経43度23分 / 北緯12.000度 東経43.383度   | インド洋         | アデン湾 - ソマリア・バリ州のソマリア最北端の北を通過 アラビア海 - イエメンソコトラ島の南を通過 |
| 北緯12度0分 東経75度15分 / 北緯12.000度 東経75.250度   | インド           | ケーララ州 カルナータカ州 タミル・ナードゥ州 ポンディシェリ連邦直轄領 - 約4km タミル・ナードゥ州 |
| 北緯12度0分 東経79度51分 / 北緯12.000度 東経79.850度   | インド洋         | ベンガル湾 |
| 北緯12度0分 東経92度37分 / 北緯12.000度 東経92.617度   | インド           | アンダマン・ニコバル諸島 - 南アンダマン島、ハブロック島（英語版） |
| 北緯12度0分 東経93度1分 / 北緯12.000度 東経93.017度    | インド洋         | アンダマン海 |
| 北緯12度0分 東経97度44分 / 北緯12.000度 東経97.733度   | ミャンマー       | メルグイ群島（英語版）、本土 |
| 北緯12度0分 東経99度35分 / 北緯12.000度 東経99.583度   | タイ             | |
| 北緯12度0分 東経99度52分 / 北緯12.000度 東経99.867度   | タイランド湾     | |
| 北緯12度0分 東経102度18分 / 北緯12.000度 東経102.300度 | タイ             | チャーン島 |
| 北緯12度0分 東経102度25分 / 北緯12.000度 東経102.417度 | タイランド湾     | |
| 北緯12度0分 東経102度46分 / 北緯12.000度 東経102.767度 | タイ             | 約1km |
| 北緯12度0分 東経102度47分 / 北緯12.000度 東経102.783度 | カンボジア       | |
| 北緯12度0分 東経106度45分 / 北緯12.000度 東経106.750度 | ベトナム         | |
| 北緯12度0分 東経109度14分 / 北緯12.000度 東経109.233度 | 南シナ海         | フィリピン・クリオン島の北を通過 |
| 北緯12度0分 東経120度1分 / 北緯12.000度 東経120.017度  | フィリピン       | ブスアンガ島 |
| 北緯12度0分 東経120度20分 / 北緯12.000度 東経120.333度 | スールー海       | |
| 北緯12度0分 東経121度22分 / 北緯12.000度 東経121.367度 | フィリピン       | セミララ島 |
| 北緯12度0分 東経121度24分 / 北緯12.000度 東経121.400度 | スールー海       | フィリピン・Molocamboc島の北を通過 フィリピン・ボラカイ島の北を通過 |
| 北緯12度0分 東経121度55分 / 北緯12.000度 東経121.917度 | シブヤン海       | |
| 北緯12度0分 東経123度11分 / 北緯12.000度 東経123.183度 | フィリピン       | マスバテ島 |
| 北緯12度0分 東経123度15分 / 北緯12.000度 東経123.250度 | ビサヤン海       | Asid湾 |
| 北緯12度0分 東経123度43分 / 北緯12.000度 東経123.717度 | フィリピン       | マスバテ島 |
| 北緯12度0分 東経124度2分 / 北緯12.000度 東経124.033度  | サマール海       | フィリピン・Tagapul-an島の南を通過 フィリピン・Almagro島の北を通過 フィリピン・Camandag島の北を通過, |
| 北緯12度0分 東経124度41分 / 北緯12.000度 東経124.683度 | フィリピン       | サマール島 |
| 北緯12度0分 東経125度28分 / 北緯12.000度 東経125.467度 | 太平洋           | マーシャル諸島・エニウェトク環礁の北を通過 マーシャル諸島・ビキニ環礁の北を通過 マーシャル諸島・ビカール環礁の南を通過 |
| 北緯12度0分 西経86度41分 / 北緯12.000度 西経86.683度   | ニカラグア       | ニカラグア湖を通過 |
| 北緯12度0分 西経83度46分 / 北緯12.000度 西経83.767度   | カリブ海         | ニカラグア・コーン諸島の南を通過 · コロンビア・アルバカーキ諸島の南を通過 |
| 北緯12度0分 西経72度11分 / 北緯12.000度 西経72.183度   | コロンビア       | グアジラ半島（英語版） |
| 北緯12度0分 西経71度9分 / 北緯12.000度 西経71.150度    | カリブ海         | ベネズエラ湾 |
| 北緯12度0分 西経70度15分 / 北緯12.000度 西経70.250度   | ベネズエラ       | パラグアナ半島（英語版） |
| 北緯12度0分 西経69度49分 / 北緯12.000度 西経69.817度   | カリブ海         | キュラソー・キュラソー島とクライン・キュラソー島（英語版）の間を通過 オランダ・ボネール島の南を通過 ベネズエラ・ラスアベス諸島（英語版）の北を通過 ベネズエラ・ロス・ロケス諸島（英語版）の北を通過 ベネズエラ・オルチラ島（英語版）の北を通過 ベネズエラ・ブランキージャ島（英語版）の北を通過 |
| 北緯12度0分 西経61度48分 / 北緯12.000度 西経61.800度   | グレナダ         | |
| 北緯12度0分 西経61度42分 / 北緯12.000度 西経61.700度   | 大西洋           | |
| 北緯12度0分 西経16度20分 / 北緯12.000度 西経16.333度   | ギニアビサウ     | |
| 北緯12度0分 西経13度42分 / 北緯12.000度 西経13.700度   | ギニア           | |
| 北緯12度0分 西経11度16分 / 北緯12.000度 西経11.267度   | マリ             | 約3km |
| 北緯12度0分 西経11度14分 / 北緯12.000度 西経11.233度   | ギニア           | |
| 北緯12度0分 西経10度46分 / 北緯12.000度 西経10.767度   | マリ             | |
| 北緯12度0分 西経10度34分 / 北緯12.000度 西経10.567度   | ギニア           | |
| 北緯12度0分 西経8度48分 / 北緯12.000度 西経8.800度     | マリ             | |
| 北緯12度0分 西経4度55分 / 北緯12.000度 西経4.917度     | ブルキナファソ   | |
| 北緯12度0分 西経4度45分 / 北緯12.000度 西経4.750度     | マリ             | 約1km |
| 北緯12度0分 西経4度44分 / 北緯12.000度 西経4.733度     | ブルキナファソ   | |